# Katechizm Holenderski
Katechizm Holenderski, wydany w Utrechcie roku 1966, to pierwszy posoborowy katechizm, uchodzący za katolicki. Został zredagowany i zaaprobowany przez holenderskich biskupów. Jednym z jego głównych autorów był słynny teolog Piet Schoonenberg.
Zamiarem wydania katechizmu było uwspółcześnienie nauki Chrystusa, w oparciu o Sobór watykański II.
Katechizm od roku 1967 był tłumaczony na wiele języków i został sprzedany w milionach egzemplarzy. Jedną z przyczyn popularności katechizmu był fakt, że było to jedyne całościowe opracowanie doktryny "katolickiej" w tamtych latach.
W wielu kręgach katechizm był pozycją kontrowersyjną. Bp Robert F. Joyce z USA wycofał po pewnym czasie swoje imprimatur dla książki. Wielu księży zakazywało korzystania z niego.
Jak pisze Grzegorz Górny: "Wśród herezji zawartych w holenderskim katechizmie znalazły się m.in. takie błędy, jak: brak stwierdzenia, że dusze ludzkie zostały bezpośrednio stworzone przez Boga; nieobecność aniołów; twierdzenie, że grzech pierworodny jest przekazywany nie dziedzicznie, lecz epidemicznie, tzn. jest nabyty przez życie w ludzkiej społeczności; brak potwierdzenia Niepokalanego Poczęcia Maryi; brak stwierdzenia, że Chrystus umarł za grzechy ludzi; brak potwierdzenia rzeczywistej obecności Chrystusa w Eucharystii; podważenie doktrynalnej nieomylności Kościoła itd."
Na prośbę Pawła VI specjalna komisja badała tekst publikacji. Wystosowała do części tekstu zastrzeżenia.
Katechizm Holenderski stracił na ważności po opublikowaniu w 1992 r. Katechizmu Kościoła Katolickiego.